# قورباغه شاخ‌دار برمه‌ای
قورباغه شاخ‌دار برمه‌ای (نام علمی: Brachytarsophrys carinense) نام یک گونه از تیره قورباغه‌های خاشاک است.